# 米科拉伊夫卡 (皮夏尼布里德市鎮)
48°10′0″N 31°25′14″E / 48.16667°N 31.42056°E
米科拉伊夫卡（羅馬化：Mykolaivka）是烏克蘭中部基洛夫格勒州新烏克蘭卡區皮夏尼布里德市鎮的村莊，處於大科拉貝利納河畔，始建於1925年，面積0.69平方公里，海拔高度205米，2001年人口310。